# 高平ノ頭
高平ノ頭（たかだいらのかしら）は、新潟県南魚沼市清水と南魚沼郡湯沢町の境に位置する標高1,278メートルの山。越後山脈に属し、魚沼連峰県立自然公園に含まれる。

## 周辺の山々
- 威守松山・割引岳・巻機山・米子頭山・柄沢山・檜倉山・大烏帽子山・朝日岳
- ロクロノ頭・無黒山・姥見ノ頭

## 河川
- 登川
- 西谷後川

## 登山ルート
南魚沼市側からは、林道西谷後線のロクロ沢駐車場（残雪期は「西谷後」バス停留所）から登川・ロクロ沢を経て、山頂まで約3時間。湯沢町側からは、旭原から山頂まで約3時間。

### 登山口までのアクセス
- 南魚沼市清水西谷後
  - 車：関越自動車道塩沢石打インターチェンジより、新潟県道28号塩沢大和線・国道291号・林道西谷後線経由で、ロクロ沢駐車場まで約40分。タクシーではJR・北越急行六日町駅から約30分。
  - バス：六日町駅から南越後観光バス「清水」行で「西谷後」停留所まで約30分[1]。林道西谷後線のロクロ沢堰堤まで徒歩約40分。
- 湯沢町旭原
  - 車：関越自動車道湯沢インターチェンジより約20分。タクシーではJR越後湯沢駅から約30分。
  - バス：越後湯沢駅東口から南越後観光バス「旭原」行または「大源太キャニオン」行で「旭原」停留所まで約25分[2]。